# Bayfield County
Bayfield County är ett administrativt område i delstaten Wisconsin, USA. År 2010 hade countyt 15 014 invånare. Den administrativa huvudorten (county seat) är Washburn. 

## Geografi
Enligt United States Census Bureau så har countyt en total area på 5 288 km². 3 822 km² av den arean är land och 1 464 km² är vatten.

### Angränsande countyn
- Ashland County, Wisconsin - öst
- Sawyer County, Wisconsin - syd
- Washburn County, Wisconsin - sydväst
- Douglas County, Wisconsin - väst
- Lake County, Minnesota - nord